# Osmond (Canada)
Osmond is een plaats in de Canadese provincie Newfoundland en Labrador. De plaats bevindt zich aan de zuidwestkust van het eiland Newfoundland. Sinds de hervestiging eind de jaren 1960 heeft de plaats geen permanente inwoners meer.

## Geografie
Osmond ligt zo'n 3 km ten oosten van Cape Ray, het zuidwestelijkste punt van Newfoundland. De plaats ligt aan de rand van het Provinciaal Park J.T. Cheeseman, een van de zeldzame Newfoundlandse kustgebieden met zandstranden.
Het plaatsje telt zo'n tiental huizen en ligt aan de oostelijke oever van Little Barachois, een kleine barachois die historisch ook wel Middle Barachois genoemd werd. Het is enkel bereikbaar via de Newfoundland T'Railway, die er de vorm van een grindweg aanneemt.
Osmond ligt zo'n 2 km ten zuidoosten van het dorp Cape Ray en ruim 6 km ten noordwesten van de gemeentegrens van Channel-Port aux Basques.

## Geschiedenis
In de late 19e eeuw ontstonden er verschillende kleine gehuchten aan de kust net ten zuiden van het dorp Cape Ray. Een ervan stond bekend als Middle Barachois aangezien het gelegen was aan de middelste van drie barachois in het gebied. Op die plek bevond zich een wisselplaats van de Newfoundland Railway en tegen 1930 hadden de meeste mensen uit omliggende gehuchten zich er geconcentreerd. De plaats ging vanaf die periode geleidelijk aan bekendstaan als Osmond, naar de meest voorkomende familienaam.
De permanente bevolking schommelde steeds rond de 30 à 40 inwoners. Velen onder hen woonden in de winter in Channel-Port aux Basques en in de zomer in Osmond, waar ze  in de warme maanden leefden van visserij, landbouw en de vangst van muskusratten. Er waren ook verschillende mannen die werkten aan de spoorweg.
Eind de jaren 1960 werd de plaats verlaten in het kader van de provinciale hervestigingspolitiek. Alle permanente inwoners trokken definitief naar de grotere bewoningskern Channel-Port aux Basques.
De plaats is sindsdien een groot deel van het jaar een spookdorp, daar de overblijvende huizen enkel nog gebruikt worden als tweede verblijf. 